# Hrabstwo Westmoreland (Pensylwania)

Piramida wieku hrabstwa

Hrabstwo Westmoreland (ang. Westmoreland County) – hrabstwo w stanie Pensylwania w USA. Hrabstwo zajmuje powierzchnię lądową 2655 km². Według spisu przeprowadzonego przez US Census Bureau w roku 2010 liczyło 365 169 mieszkańców. Siedzibą hrabstwa jest miasto Greensburg.

## Wybrane miejscowości
- Arnold
- Greensburg
- Jeannette
- Latrobe
- Lower Burrell
- Monessen
- New Kensington

## Sąsiednie hrabstwa
- Armstrong – północ
- Indiana – północny wschód
- Cambria – wschód
- Somerset – południowy wschód
- Fayette – południe
- Washington – południowy zachód
- Allegheny – zachód
- Butler – północny zachód